# Rufino Pelayo Gómez
Rufino Pelayo Gómez (Abionzo, Cantabria, 1877 – Santander, Cantabria, 24 de enero de 1925), fue un doctor en Medicina especializado en pediatría y concejal liberal castellanista del Ayuntamiento de Santander.

## Biografía
Estudió en la Universidad de Valencia. Obtuvo la licenciatura en Medicina en 1907, bajo la dirección del doctor Gómez Ferrer. Se desplazó en numerosas ocasiones a Francia para incrementar sus conocimientos científicos y realizó estudios de especialidad en pediatría en L´Hôpital des Enfants Malades de París (Francia), con el afamado profesor Victor Henri Hutinel.
En 1909 inauguró su gabinete consultorio de enfermedades de niños en la calle Méndez Núñez de Santander.
Como médico de la Sociedad de Socorros Mutuos La Fraternidad, impartió conferencias didácticas sobre la salud dirigidas a las familias obreras. Entre ellas en la Casa del Pueblo de Liaño o en el Centro Obrero de Cabárceno.
En 1917 participó de la creación del nuevo Círculo Liberal, base del resurgimiento del partido liberal en la provincia de Santander.
Implicado en todo lo que afectó a los obreros, en el mes de junio de 1917 sirvió como intermediario en el conflicto entre los trabajadores y la compañía Nueva Montaña de Peñacastillo. La Comisión de huelga mostró públicamente el agradecimiento a Rufino Pelayo por su labor en la solución del conflicto laboral.
En las elecciones municipales de diciembre de 1917 fue candidato liberal por el octavo distrito de Santander en el seno de la coalición entre mauristas y liberales.
Su programa político se centró en la higienización de la ciudad y especialmente de los barrios más abandonados: salubridad, alcantarillado y gestión de los residuos. La municipalización de los servicios públicos y la aspiración a la autonomía municipal fueron otras de sus preocupaciones.
Además de su sensibilidad hacia los sectores más vulnerables de la sociedad, fue un activista en lucha contra el maltrato animal, proponiendo actuaciones pioneras en la materia.
El 1 de enero de 1918 tomó posesión como concejal liberal en el Ayuntamiento de Santander, formando parte de la corporación presidida por el alcalde Pereda Elordi.
Con la extensión por Europa de la Pandemia de gripe de 1918, se prestó como facultativo multiplicando sus servicios a las familias humildes y a los obreros convalecientes. Además se ofreció al gobernador civil para asistir a los pueblos de la provincia donde fuera necesario. Su labor profesional y humanitaria tuvo una gran importancia en Laredo, localidad especialmente afectada por la epidemia.
A finales de 1918 celebró el triunfo de los aliados en la Primera Guerra Mundial. En un discurso manifestó: “Cantemos, señoras y señores en este día de júbilo para los pueblos libres”.
En 1919 el clima de conflictividad laboral era muy elevado. Rufino Pelayo se implicó en el conflicto entre las sociedades fabricantes de pan y los obreros panaderos, y formó parte de la comisión municipal para intermediar en la solución de las forjas de Los Corrales de Buelna.
Respecto de su posición institucional como concejal tuvo que aclarar que sus peticiones solían caer en saco roto. Su labor crítica le llevó a adoptar el apodo o añadido de concejal regionalista, vinculándolo a la necesidad de posponer los ideales políticos ante las necesidades del pueblo al que se representa. Entendía que el resto de concejales del Ayuntamiento convivían de forma admirable dentro de un sistema de autoridad que imponía el alcalde y en el cual él “¡estaba solo¡”.
El 23 de abril de 1920 el Ayuntamiento de Santander, por iniciativa de Rufino Pelayo, colocó una placa de mármol en el salón de sesiones con la siguiente inscripción: “El excelentísimo Ayuntamiento a los heroicos defensores de las libertades castellanas, cuyos jefes, don Juan Padilla, don Juan Bravo y don Francisco Maldonado, murieron decapitados en Villalar, el 24 de abril de 1521”. La iniciativa iba encaminada a la conmemoración en 1921 del IV Centenario de la batalla de Villalar, acordando invitar a todos los Ayuntamientos de Castilla para organizar conjuntamente los actos solemnes que se llevarían a cabo. Se propuso celebrar previamente una recepción a la que asistirían los 102 alcaldes montañeses.
Días después el Ayuntamiento de Santander constituyó una comisión, formada por los concejales Isidro Mateo, Mañueco, Vega Lamera, Oria y el propio Rufino Pelayo, para encargarse  de los trabajos preparatorios.
Otras ciudades castellanas también prepararon la forma de conmemorar el IV centenario en 1921. En el Ayuntamiento de Burgos los siete concejales de la minoría regionalista, con el apoyo de varios concejales de otros partidos, adoptaron una propuesta parecida a la del Ayuntamiento de Santander. Por su parte el diputado José María Zorita, al frente de una comisión de la que formaban parte alcaldes de varias localidades castellanas, solicitó un crédito especial al Ministerio de Hacienda para erigir en Villalar un monumento en honor a los Comuneros de Castilla.
En el mes de julio de 1920 Rufino Pelayo asistió representando al Ayuntamiento de Santander y a Castilla a la Semana municipalista celebrada en Barcelona. Entre los actos incluidos en la Semana destacó la “Diada castellana”, en la que alcalde de Barcelona se felicitó de que Castilla desease también la autonomía municipal, fiel a su tradición, y de que los Municipios castellanos figuraran en la cruzada emprendida por los catalanes a favor de las libertades municipales.
El 7 de septiembre de 1920 el diario El Cantábrico matizó la propuesta del Ayuntamiento de Santander para conmemorar el IV Centenario del levantamiento de las Comunidades de Castilla más allá de celebrar meros actos protocolarios. Proponía “que al calor de la memoria de los Comuneros se incuben unas Comunidades castellanas, pacíficas, pero permanentes, con su junta central, órgano de las necesidades solidarias y del pensamiento único de la triple Castilla. ¡Así la batalla que no pudieron ganar los Comuneros de vivos, la vendrán a ganar de muertos¡”.
Inspirada en la Diada nacionalista de Cataluña, la iniciativa comunera de Rufino Pelayo tenía un elevado componente político soberanista, lo que posiblemente impidió la unidad de programa con otras ciudades castellanas. Frente a los actos oficiales de exaltación que preparaban otras ciudades -en el caso de Segovia con la invitación al rey Alfonso XIII-, Rufino Pelayo manifestó en la prensa que: “Por lo que a nosotros respecta, el Ayuntamiento de Santander tiene sus iniciativas, sus planes, sus propósitos y sus métodos a fin de que ese Centenario sea lo que debe ser: el alma rediviva de las Comunidades regionales de Castilla y de las libertades municipales, que vengan, si es posible, a ponerle coto a ese abuso intolerable, mezquino y usurpador del Poder Central”.
En la conmemoración del l´Onze de Setembre, Diada Nacional de Catalunya, se publicó en La Veu de Catalunya un artículo de Rufino Pelayo bajo el título: “Una veu castellana amiga”. El concejal santanderino manifestó: “…me asocio yo en este día glorioso de llorados recuerdos, con toda mi alma, para deciros, catalanes ilustres, que mi pobre región, mi Cantabria querida, también trabaja y centuplica sus iniciativas y fuerzas activas del alma popular, para romper de una vez y para siempre, estas odiosas cadenas en las que vivimos amarrados, como por juro de edad, llenos de dolor y de miseria al absolutismo del poder central. Castilla, como vosotros, española y viva, pretende conmemorar en breve plazo aquel día infausto en que el verdugo cesarista asesinó sus libertades. Al evocar hoy vosotros la figura de Casanova y el crimen que con vosotros cometió aquel despotismo implantado aquí en maldita hora, acordaos de vuestros hermanos de Cantabria y de Castilla que también recuerdan sus sufrimientos y vejaciones y que irán con vosotros, en defensa de la restauración del derecho legítimo de las regiones, a donde sea preciso, confundidos en fraterno abrazo hasta recobrar lo perdido”.
Ese día remitió al CADCI una transferencia para que en su nombre se adquiriera una corona que rogó fuera depositada en el monumento a Rafael Casanova.
El compromiso de Rufino Pelayo con las aspiraciones de Cataluña tuvo precedentes en otros castellanistas montañeses como el jurista Ramón Ruiz de Villa o el doctor Enrique Diego-Madrazo. Este último había escrito en un artículo que “Desde Villalar no hay más que escombros”, en alusión al panorama descrito por Julio Senador Gómez. Diego-Madrazo afirmó que “No ya la autonomía integral, sino la misma independencia catalana prefiero, a verla perdida entre la truhanería centralista. Al menos nos serviría de campo de experiencia y desde fuera podría lanzarnos un cabo de salvación”.
Rufino Pelayo defendió sus convicciones con respecto a Cataluña, lo que generó reproches y mofas desde ciertos medios de prensa tanto de Cantabria como de Madrid. Por el contrario, la prensa republicana de Cataluña volvió a agradecer su solidaridad en la conmemoración de la Diada de 1921: “la adhesión del nacionalista castellano don Rufino Pelayo, concejal de Santander quien dedica una magnífica corona”.
El 23 de abril de 1921, efeméride de la batalla de Villalar, Rufino Pelayo lanzó un llamamiento para honrar la memoria de los Comuneros: “porque Castilla reviva de sus cenizas y haga retoñar el jugo de sus energías con fe, hasta darle cima a la conquista de sus libertades municipales, llevando como lábaro santo en su bandera el recuerdo glorioso y el nombre inmaculado de sus comuneros. Que con la vista y el corazón puestos en las independencias regionales es como únicamente podremos hacer patria”. Ese día en el local del Sindicato de empleados y obreros municipales de Santander se celebró una velada con la intervención del escritor Federico Iriarte de la Banda y un año más se colocó una corona de flores en la lápida dedicada a los Comuneros de Castilla del salón de sesiones del Ayuntamiento.
Entre los apoyos más significativos que recibió la iniciativa comunera de Rufino Pelayo destaca el del histórico intelectual del republicanismo federal Enrique Rodríguez Solís, que criticó la desidia de ciertos ayuntamientos castellanos ante la propuesta del Ayuntamiento de Santander.
La intervención de Rufino Pelayo en la esfera política no descuidó su compromiso social. Se ofreció al gobernador civil para prestar sus servicios como médico en la guerra del Rif. Por iniciativa suya en algunas tertulias santanderinas se acordó atender a las necesidades de los soldados humildes que se encontraban en dicho conflicto bélico y la situación de sus familias. Las ayudas que recaudó las hizo llegar a través del corresponsal de El Cantábrico Luciano Malumbres.
El 5 de febrero de 1922 se celebraron elecciones de concejales. Rufino Pelayo se presentó como tercer candidato del sexto distrito formando parte de la candidatura de coalición de conservadores, reformistas y liberales, no resultando elegido concejal.
Ya sin responsabilidades institucionales, el 13 de febrero de 1922 dirigió una carta al presidente del Centro Catalán en La Habana en el que reafirmó sus ideales nacionalistas. En dicha carta afirmó que “en pro de un ideal como el de Catalunya lliure, soy capaz de todo; hace ya años que me asquea oír hablar de patriotismo español”. Esta carta le granjeó nuevas críticas, algunas dirigidas a su desprestigio  como profesional de la medicina.
En las Diadas de 1922 y 1923 envió nuevos telegramas de apoyo a “la nación catalana, libre y dueña de sus destinos” y se adhirió a diferentes actos del catalanismo cuyos telegramas en algunos casos fueron interceptados por las autoridades santanderinas.
Pese a no ser ya concejal, Rufino Pelayo hizo uso de las facultades que la ley otorgaba a todos para hacer uso de la palabra en los turnos ciudadanos en los plenos del Ayuntamiento de Santander. Sus intervenciones fueron muy valoradas.
Rufino Pelayo falleció el 24 de enero de 1925. La prensa de Santander publicó semblanzas y notas necrológicas que ensalzaban su profesionalidad como médico, sus valores humanos, la defensa de sus convicciones y su dedicación política.
Nueve años después de su muerte, el 18 de febrero de 1934, en las horas previas al partido de fútbol entre el Racing de Santander y el Fútbol Club Barcelona a celebrar en los Campos de Sport de El Sardinero, delegaciones de ambos clubs deportivos y del Colegio Médico celebraron en el cementerio de Ciriego un acto de homenaje a Rufino Pelayo. Según la prensa “el acto consistió en depositar sobre la tumba del reputado doctor unas flores como homenaje al que en vida fue tan entusiasta defensor de las ideas catalanistas”.